# Rikard Nordraak
Rikard Nordraak (n. 12 iunie 1842, Christiania, d. 20 martie 1866, Berlin) a fost un compozitor norvegian. Este în primul rând cunoscut ca compozitor al imnului național norvegian, Ja, vi elsker dette landet.
Nordraak a dovedit că are talent muzical din fragedă copilărie. La vârste de 15 ani s-a dus la Copenhaga pentru a studia la o școală comercială, dar a lăsat baltă aceste studii de dragul muzicii, studiind cu compozitorul și cântărețul danez Carl Ludvig Gerlach. În 1859, Nordraak merge la Berlin pentru a studia cu Theodor Kullak și Friedrich Kiel, dar se întoarce în Norvegia după o jumătate de an.
La Christiania a studiat pianul și compoziția cu organistul german Rudolph Magnus. Ulterior a trăit mai mult la Berlin. Aici i-a cunoscut pe Ida și pe Erika Lie, compoziția imnului național fiind un fruct al prieteniei cu ei.
Nordraak a fost vărul lui Bjørnstjerne Bjørnson. Astfel a scris muzica pentru piesele de teatru ale acestuia Sigurd Slembe și Maria Stuart sau pentru poeziile "Ingerid Sletten af Sillejord, "Killebukken, Lammet mit", "Olav Trygvason", "Der ligger et land mot den evige sne" și "Løft ditt hode, du raske gutt!".
La Copenhaga s-a întâlnit cu Edvard Grieg, devenind un bun prieten al acestuia.
Rikard Nordraak a murit de tuberculoză la Berlin, la frageda vârstă de 23 de ani.
O statuie a sa făcută de Gustav Vigeland  a fost ridicată  la Oslo (pe atunci Christiania)  în 1911.

## Galerie

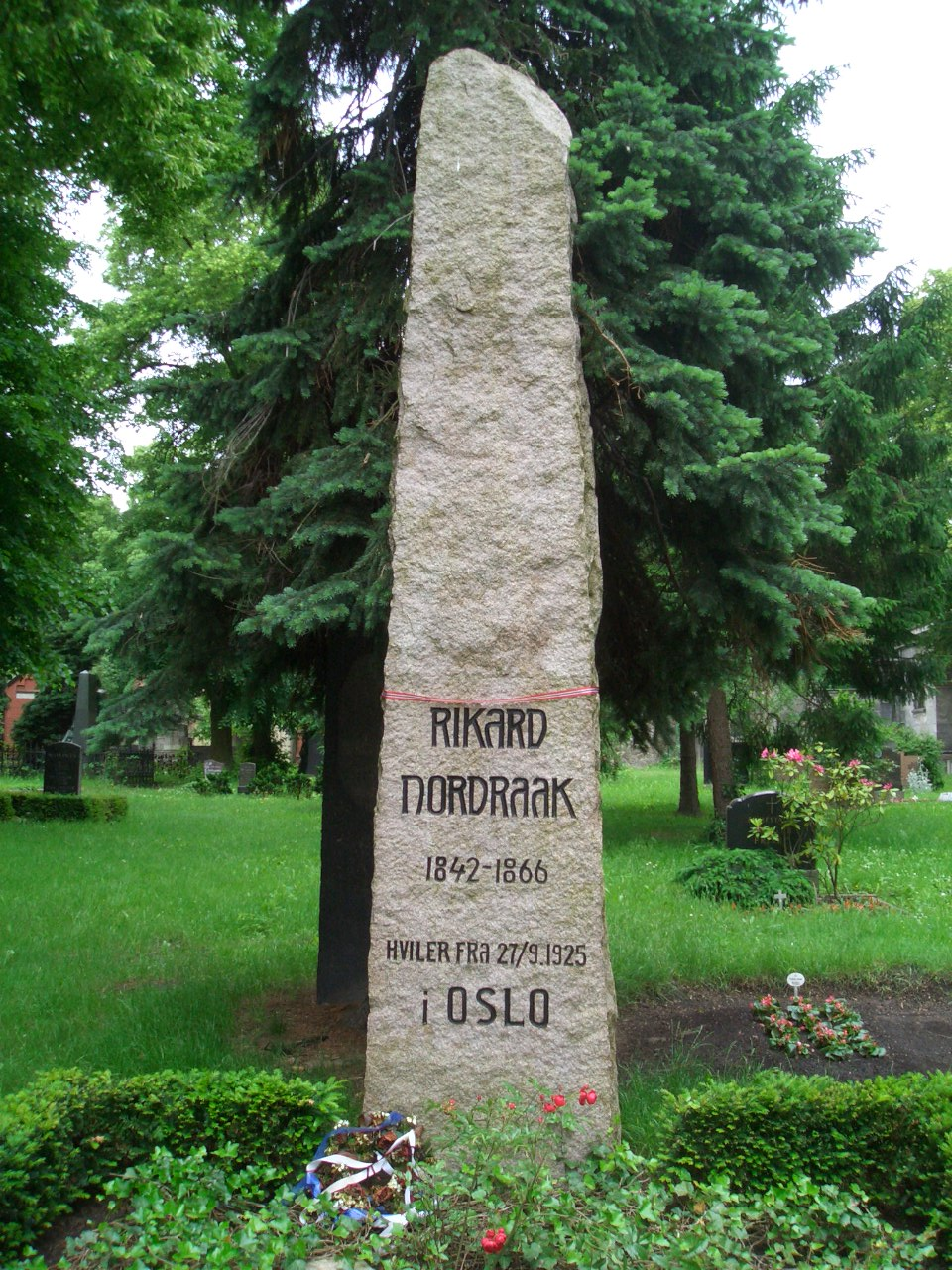
Primul mormânt al lui Nordraak la Berlin
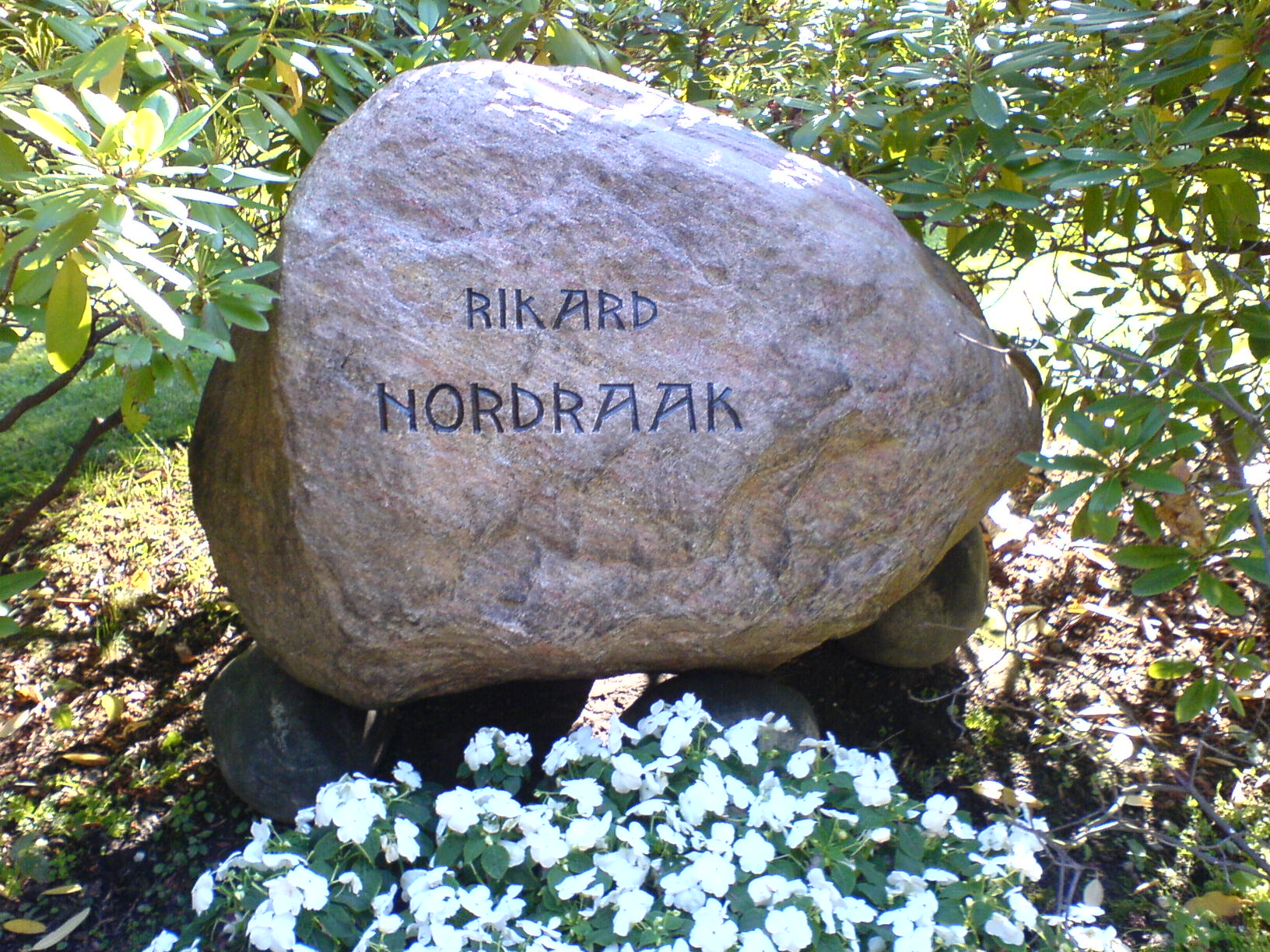
Mormântul lui Rikard Nordraaks în cimitirul "Vår Frelsers gravlund", Oslo
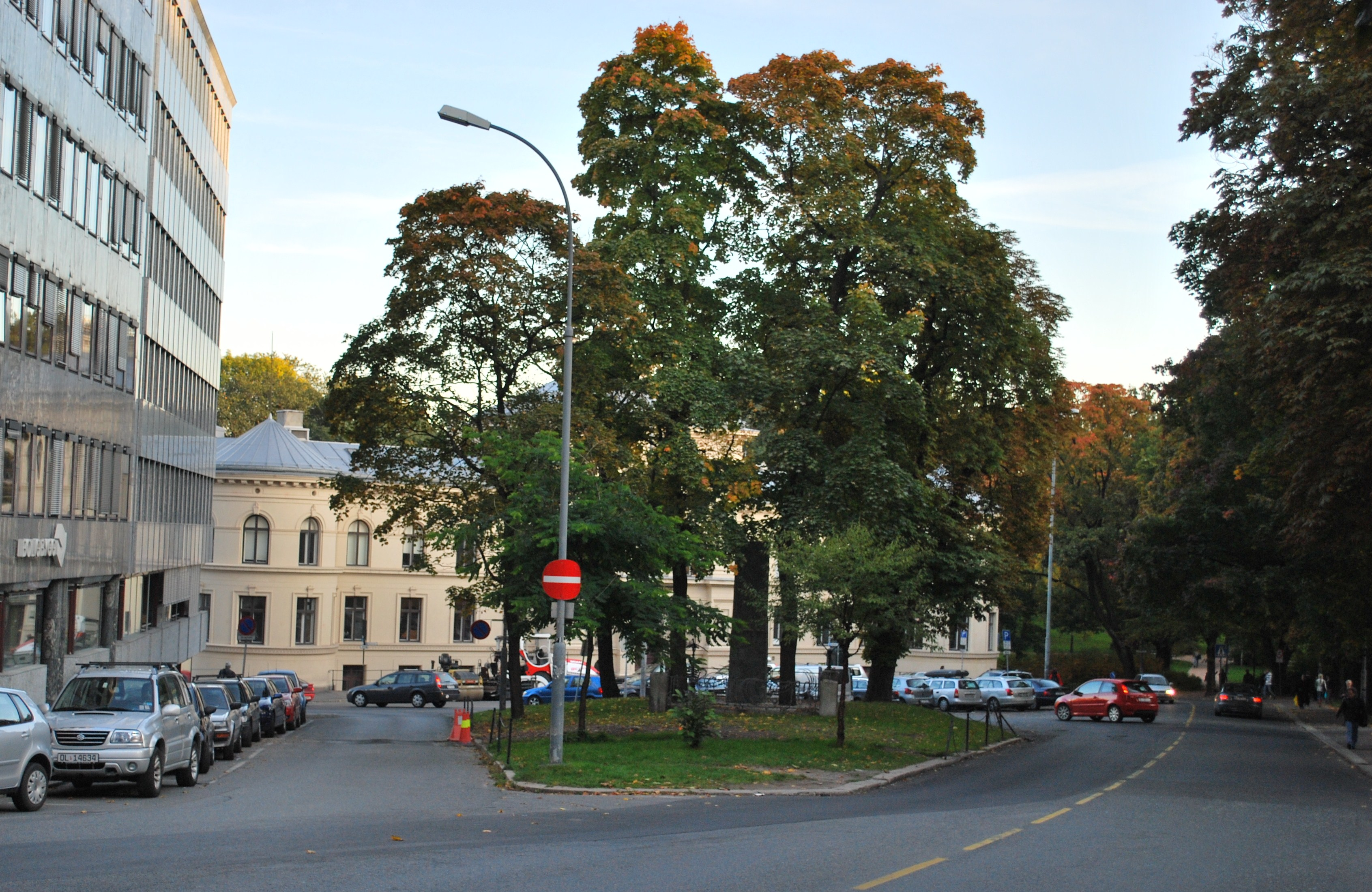
Piaţa Nordraak, Oslo

1. ↑  Find a Grave, accesat în 30 iunie 2024